# Coccothrinax cupularis
Coccothrinax cupularis är en enhjärtbladig växtart som först beskrevs av Hermano León, och fick sitt nu gällande namn av Onaney Muñiz och Attila L. Borhidi. Coccothrinax cupularis ingår i släktet Coccothrinax och familjen Arecaceae. Inga underarter finns listade i Catalogue of Life.